# Ден Хедаја
Данијел Г. Хедаја (енгл. Daniel G. Hedaya; Бруклин, Њујорк; рођен, 24. јула 1940), амерички је филмски и телевизијски глумац. У филмовима често глуми негативце, полицајце, неуравнотежене људе или људе од ауторитета с обе стране закона.
Најпознатији је по улогама у филмовима Авантуре Бакару Банзаија кроз осму димензију (1984), Крваво просто (1984), Командос (1985), Паметњаковићи (1986), Породица Адамс (1991), Откачена плавуша, Дежурни кривци (оба 1995), Уцена, Клуб првих жена, Светлост дана, Марвинова соба (сви из 1996), Осми путник: Васкрснуће (1997), Ураган (1999), Шафт (2000), Булевар звезда (2001), Роботи (2005), Фантастичне звери и где их наћи (2016) и серији Кафић Уздравље (1984–1993).